# Fosse no 9 des mines de l'Escarpelle
La fosse no 9 de la Compagnie des mines de l'Escarpelle est un ancien charbonnage du Bassin minier du Nord-Pas-de-Calais, situé à Roost-Warendin. Les travaux commencent en 1909, la fosse est alors prévue pour l'aérage des fosses nos 1 et 3, mais la Première Guerre mondiale commence alors que les installations ne sont pas encore fonctionnelles.
La fosse est reconstruite après la guerre, et elle assure l'extraction. Des cités sont construites à proximité de la fosse. Après la nationalisation, la fosse est modernisée à partir de 1955, elle devient alors siège de concentration. Un lavoir est construit en 1955, puis arrêté en 1968, les produits sont alors envoyés vers celui de la fosse Barrois à Pecquencourt. Une seconde modernisation a lieu en 1975, la machine d'extraction est remplacée par une poulie Koepe provenant de la fosse no 13 - 13 bis du Groupe de Béthune, à l'arrêt depuis 1972. Le chevalement du puits no 13 est installé par-dessus celui du puits no 9. La fosse cesse d'extraire le 26 octobre 1990, date à laquelle ferme également la fosse no 10, devenue puits d'aérage. La fosse no 9 est la dernière à fermer dans le Nord, après les concentrations d'Arenberg et Ledoux, et l'avant dernière à fermer dans la région.
Le puits est remblayé en 1991, les installations de surfaces détruites la même année. Il ne reste plus que le bâtiment des bureaux, et le chevalement provenant du puits no 13, celui du no 9 ayant été détruit. Le carreau de fosse est au début du XXIe siècle peu à peu reconverti en zone industrielle. Les terrils nos 136, 136A et 138, après avoir été partiellement exploités, ont été ouverts au public et sont devenus des espaces naturels. Les cités ont été rénovées. Le chevalement est inscrit aux monuments historiques le 25 novembre 2009. Le chevalement du puits no 9 et la cité moderne de la Belleforière ont été classés le 30 juin 2012 au patrimoine mondial de l'Unesco.

## La fosse

### Exploitation
Les travaux du puits no 9 débutent en 1909 à Roost-Warendin par le procédé de congélation pour un diamètre de cinq mètres qui doit servir d'aérage pour les puits nos 1 et 3, respectivement situés 1 160 mètres au sud-sud-est et 1 795 mètres au sud-ouest. Un accrochage est établi à 206 mètres et un autre à 227 mètres en décembre 1909. En 1919, le puits est approfondi à 410 mètres. Un bâtiment d'extraction moderne avec machine d'extraction de 1 000 chevaux est construit.

### Modernisation
La fosse est modernisée en 1955 avec l'installation d'un lavoir. En 1956, l'ancien chevalement est remplacé par un nouveau plus moderne et la machine d'extraction à vapeur par une machine électrique. Le puits est approfondi à 463 mètres en 1975. La machine d'extraction étant trop lente, il est décidé de la remplacer par une des machines à poulie Koepe de la fosse no 13 - 13 bis, arrêtée depuis 1972. L'abattage est entièrement mécanisé, en octobre 1974, un essai est mené afin de mécaniser le boisage des galeries. Dix piles K1-3 ont été mises en place dans un panneau penté à 35° et exploité par un rabot. L'essai ayant été concluant, le soutènement marchant a été installé dans la taille no 2 bloc 7. Celle-ci est longue de 145 mètres, pentue de 35 à 45° et présente une ouverture de 1,10 mètre. Un scraper-chaîne avec motrice de 160 chevaux décalée et commande déportée assure l'abattage du charbon. Au mois de décembre 1975 seul, la moyenne journalière est de 632 tonnes avec un rendement de 14,4 tonnes, cette production s'effectue sur une surface déhouillée de 425 m2 et un avancement de 3,38 mètres par jour. Avant cette amélioration, lorsque le soutènement était en bois, 400 tonnes par jour étaient extraites sur ce panneau, avec 6,3 tonnes de rendement. De plus, le travail du boiseur est moins pénible. En septembre 1977, ont lieu les travaux de creusement de l'accrochage de 540 mètres.
Les dernières berlines remontent le vendredi 26 octobre 1990, à onze heures. Le charbon provient des tailles 0 et 2 bloc 1. La fosse no 9 de l'Escarpelle est l'avant-dernier puits fermé de l'histoire de l'extraction du charbon dans le bassin minier du Nord-Pas-de-Calais. Les derniers seront les fosses nos 9 - 9 bis des mines de Dourges et 10 du Groupe d'Oignies le 21 décembre 1990.
La fosse a produit 18 130 000 tonnes (soit le même ordre de grandeur que tout le charbon produit dans les deux bassins houillers de Haute-Saône en six siècles,). Le puits profond de 592 mètres est remblayé en janvier 1991. Le démantèlement du carreau commence en janvier 1991 et se termine le vendredi 30 août à onze heures, avec la démolition de l'ancien chevalement. Le grand, dépouillé de son faux carré, se dresse encore au-dessus du carreau en cours de reconversion.

### Reconversion
Au début du XXIe siècle, Charbonnages de France matérialise la tête de puits. Le BRGM y effectue des inspections chaque année. Le carreau de fosse est progressivement reconverti en zone industrielle. Le chevalement du puits no 9 est inscrit aux monuments historiques le 25 novembre 2009. Il fait partie des 353 éléments répartis sur 109 sites qui ont été classés le 30 juin 2012 au patrimoine mondial de l'Unesco. Il constitue le site no 34.
Depuis mars 2018, le chevalement est utilisé pour l'entrainement de cordistes à grande hauteur.

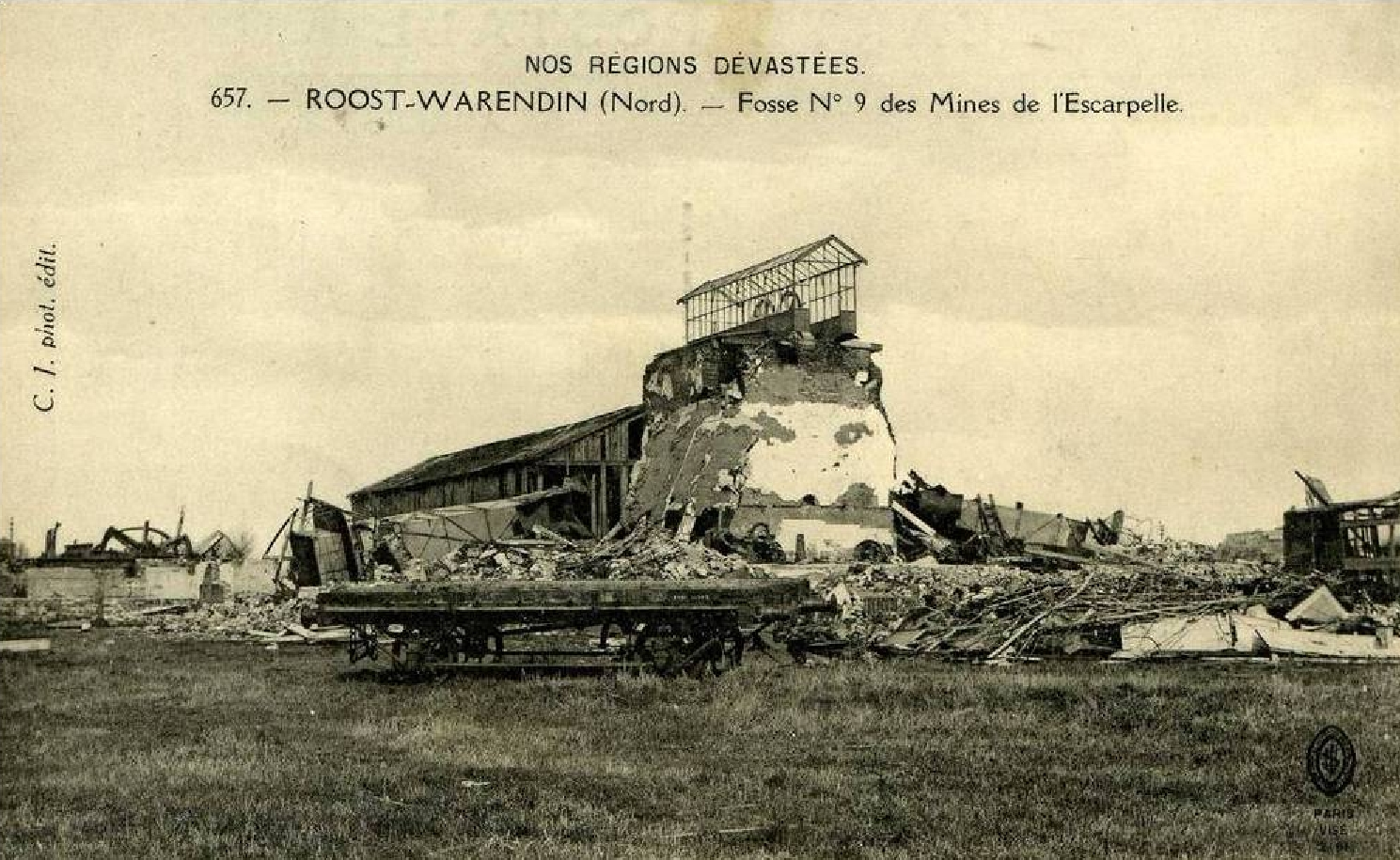
La fosse no 9 vers 1919.
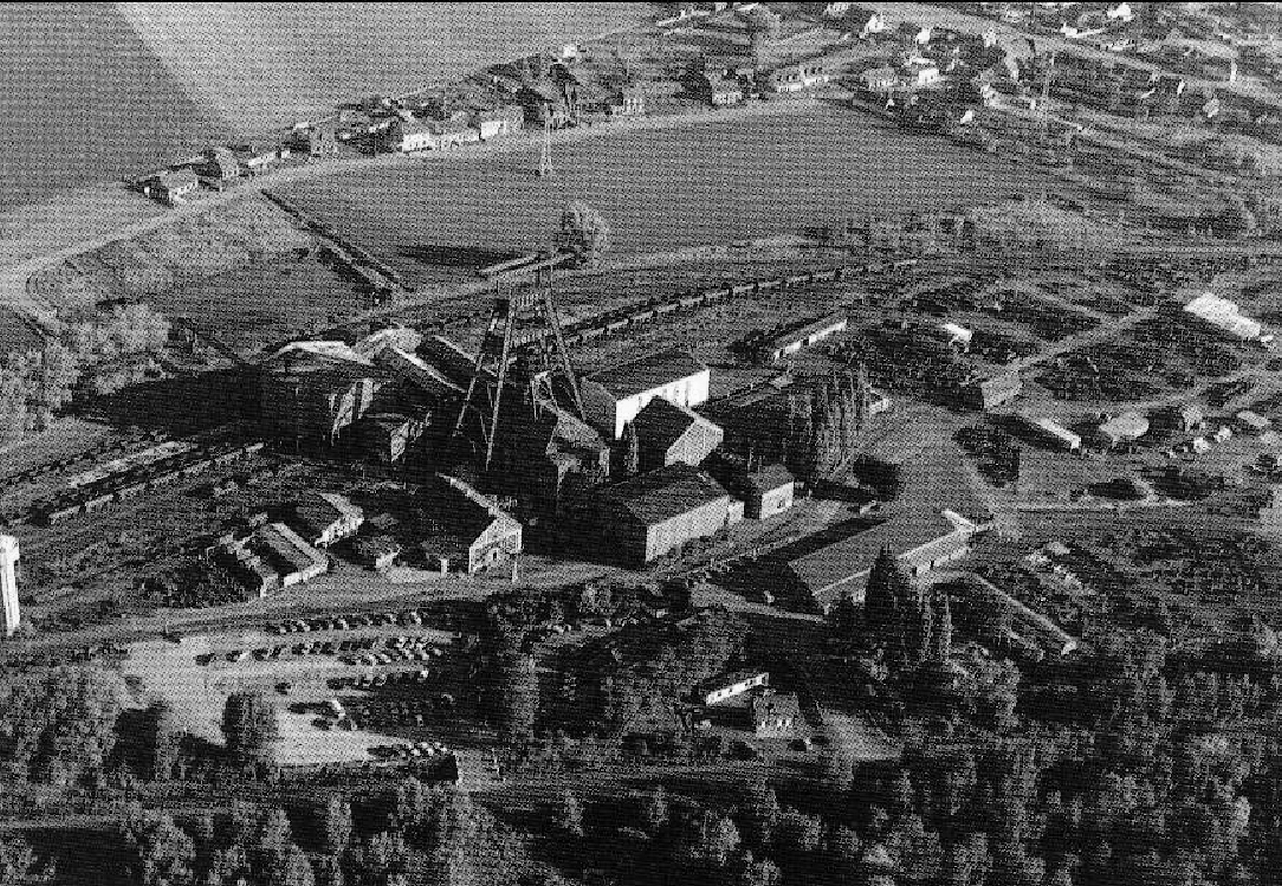
Vue aérienne de la fosse no 9 modernisée.
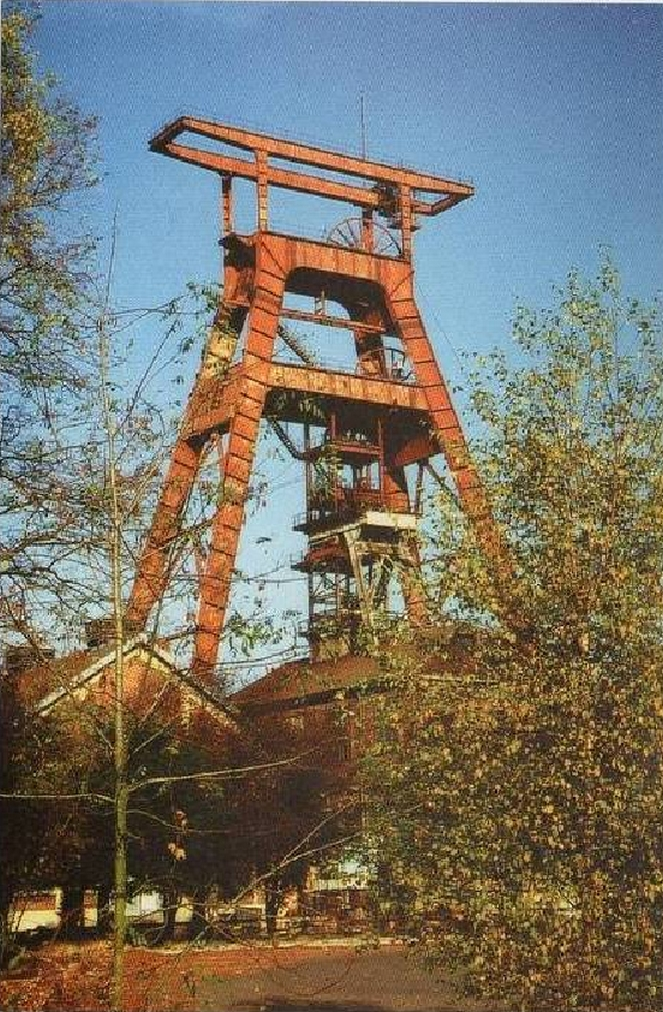
Le chevalement du puits no 13 est placé au-dessus de celui du no 9.
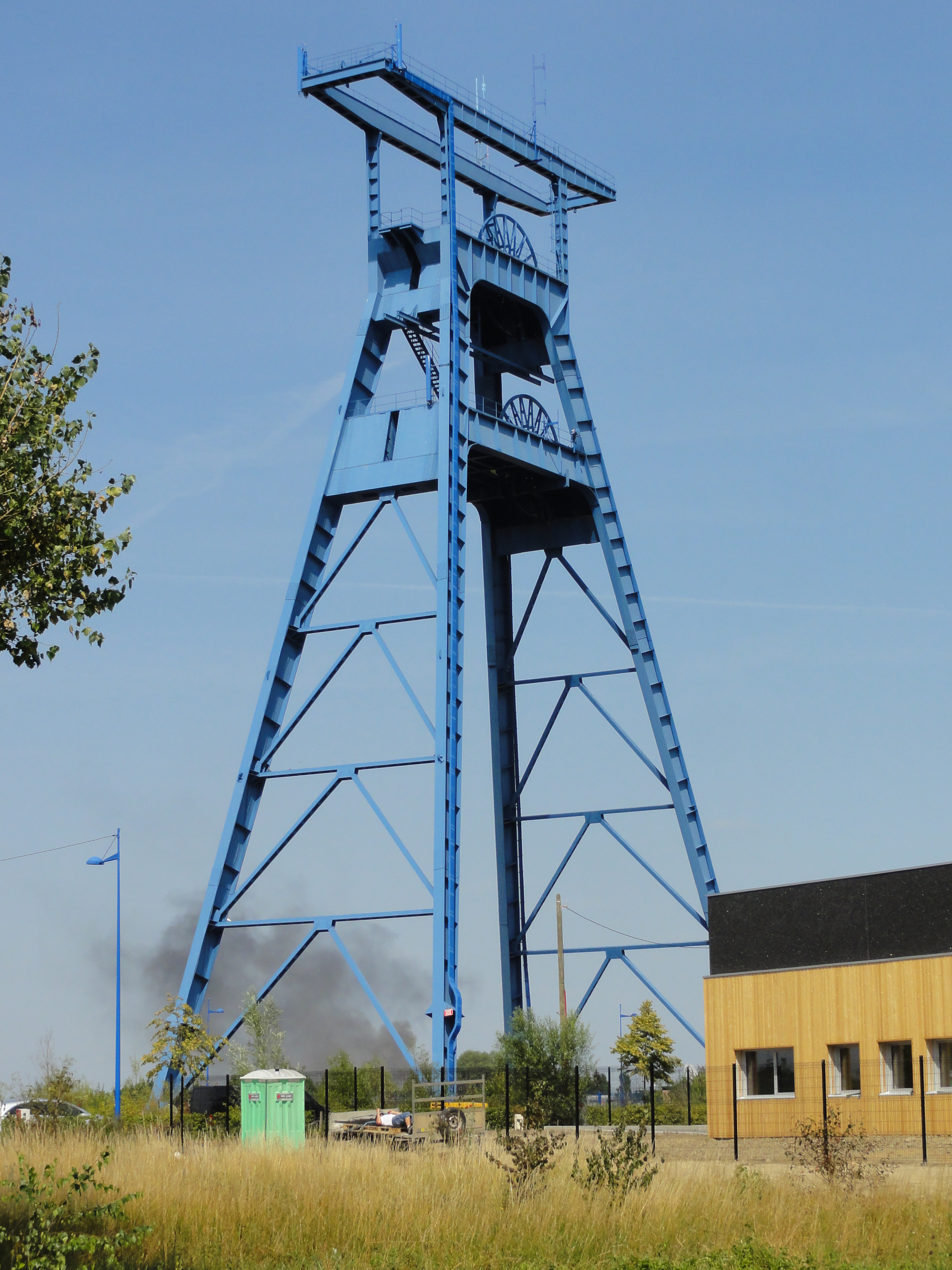
Le chevalement en 2011.
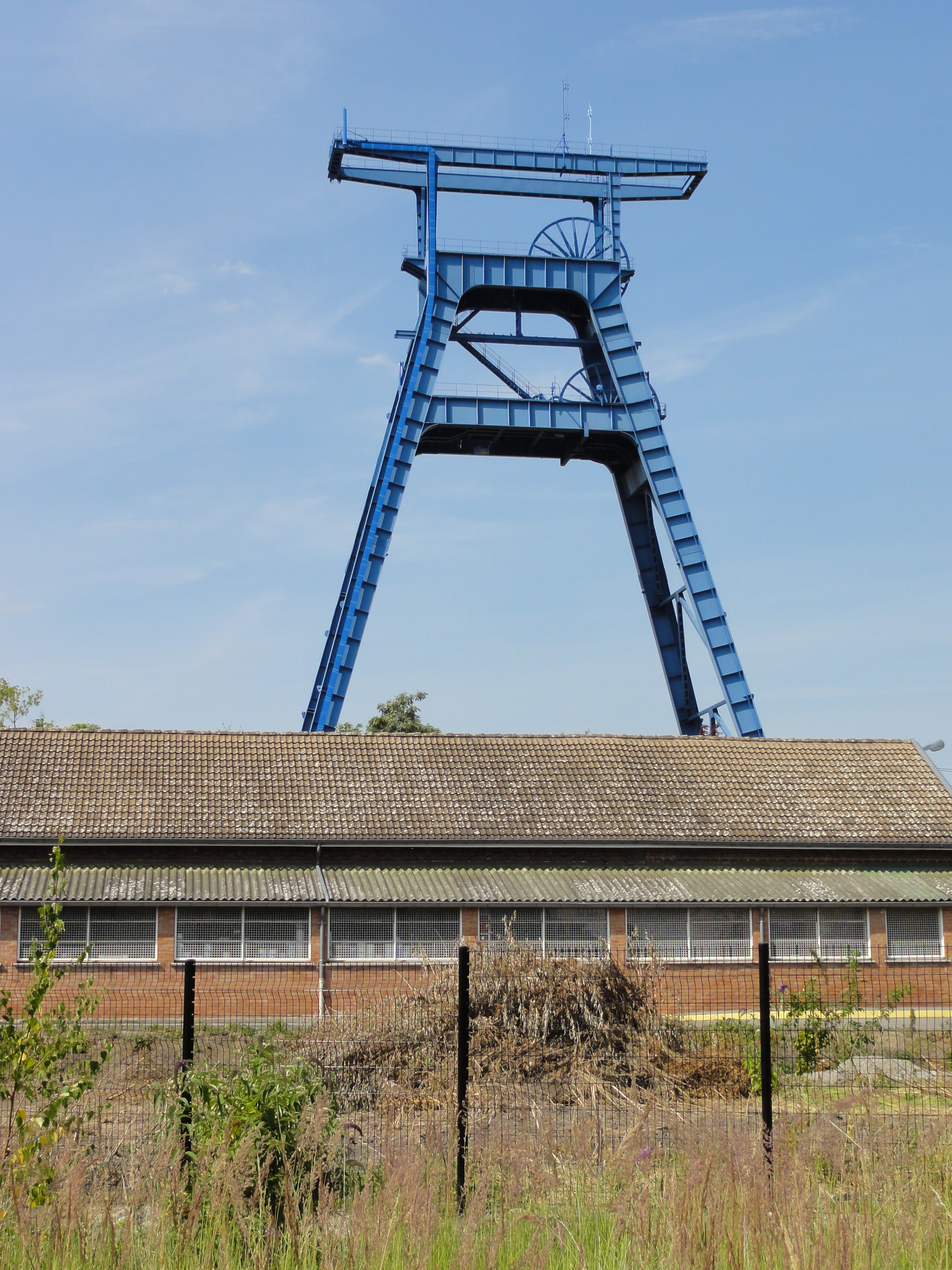
Au premier plan, les bureaux.
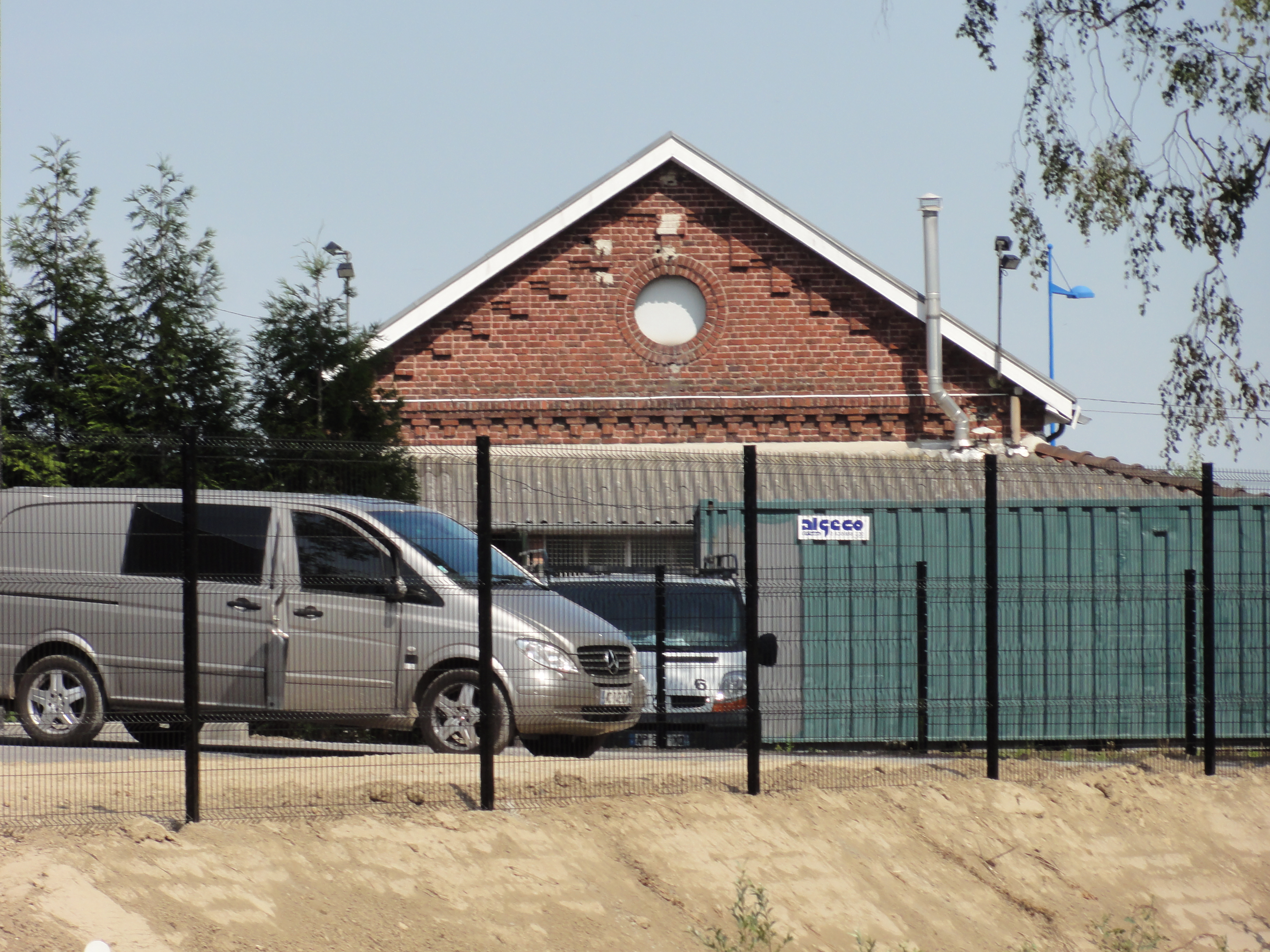
Les bureaux.

## Les terrils
L'exploitation de la fosse no 9 a donné lieu à la création de trois terrils plats.

### Terrilno136, Roost Lains Ouest
50° 24′ 39″ N, 3° 05′ 38″ E
Le terril no 136, situé à Roost-Warendin, a été alimenté par la fosse no 9, et est situé près de son embranchement ferroviaire, à l'ouest du terril no 136A. Il a été partiellement exploité et est haut de cinq mètres.

### Terrilno136A, Roost Lains Est
50° 24′ 38″ N, 3° 05′ 48″ E
Le terril no 136A, situé à Roost-Warendin, est traversé par l'embranchement ferroviaire de la fosse no 9. Il a été partiellement exploité.

### Terrilno138, 9 de l'Escarpelle
50° 24′ 32″ N, 3° 06′ 14″ E
Le terril no 138, situé à Roost-Warendin, a été alimenté par la fosse no 9, dont il est situé au sud. Haut de quinze mètres, il a été partiellement exploité, et est désormais un site naturel.

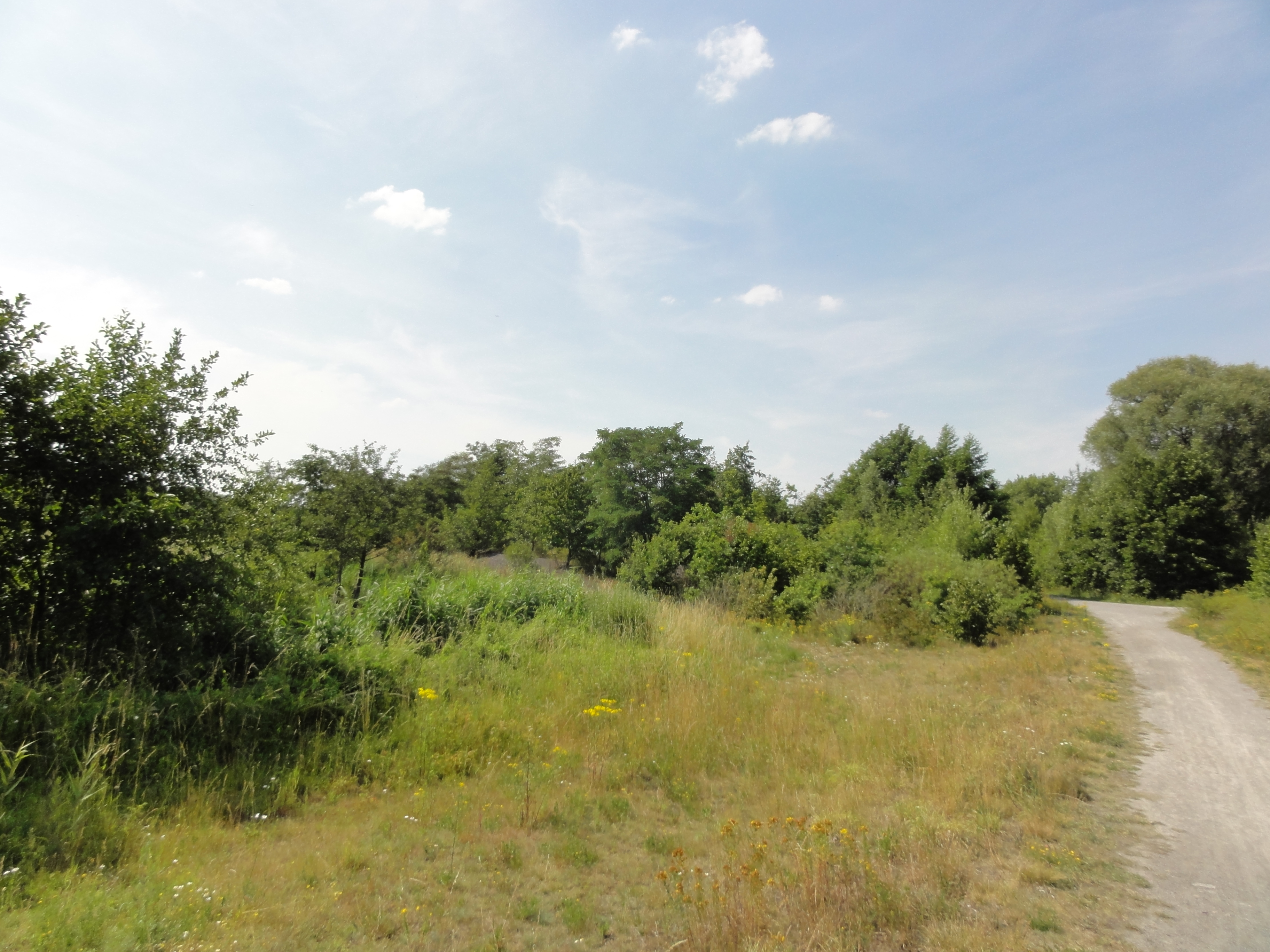
Le terril no 136.
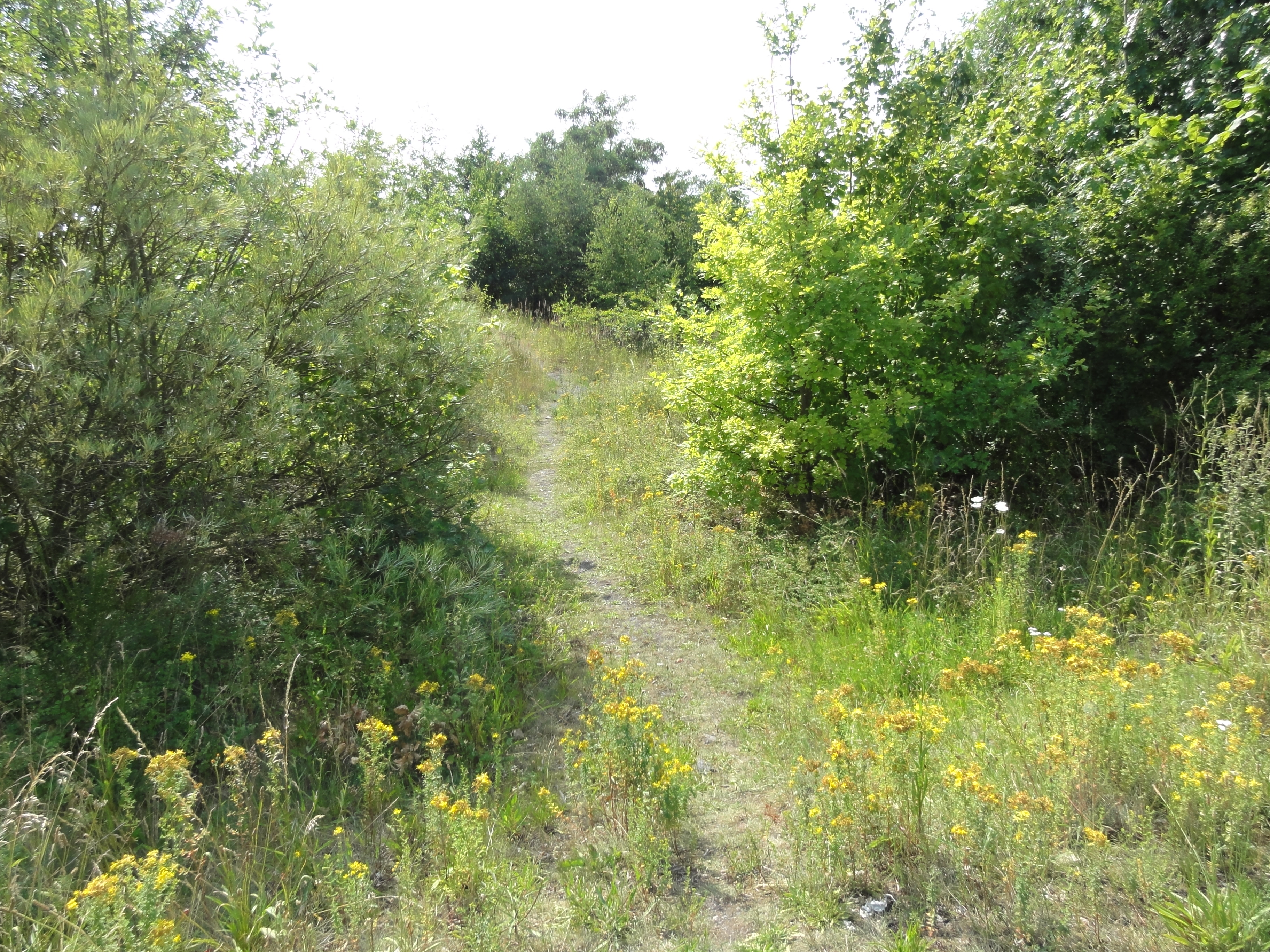
Le terril no 136.
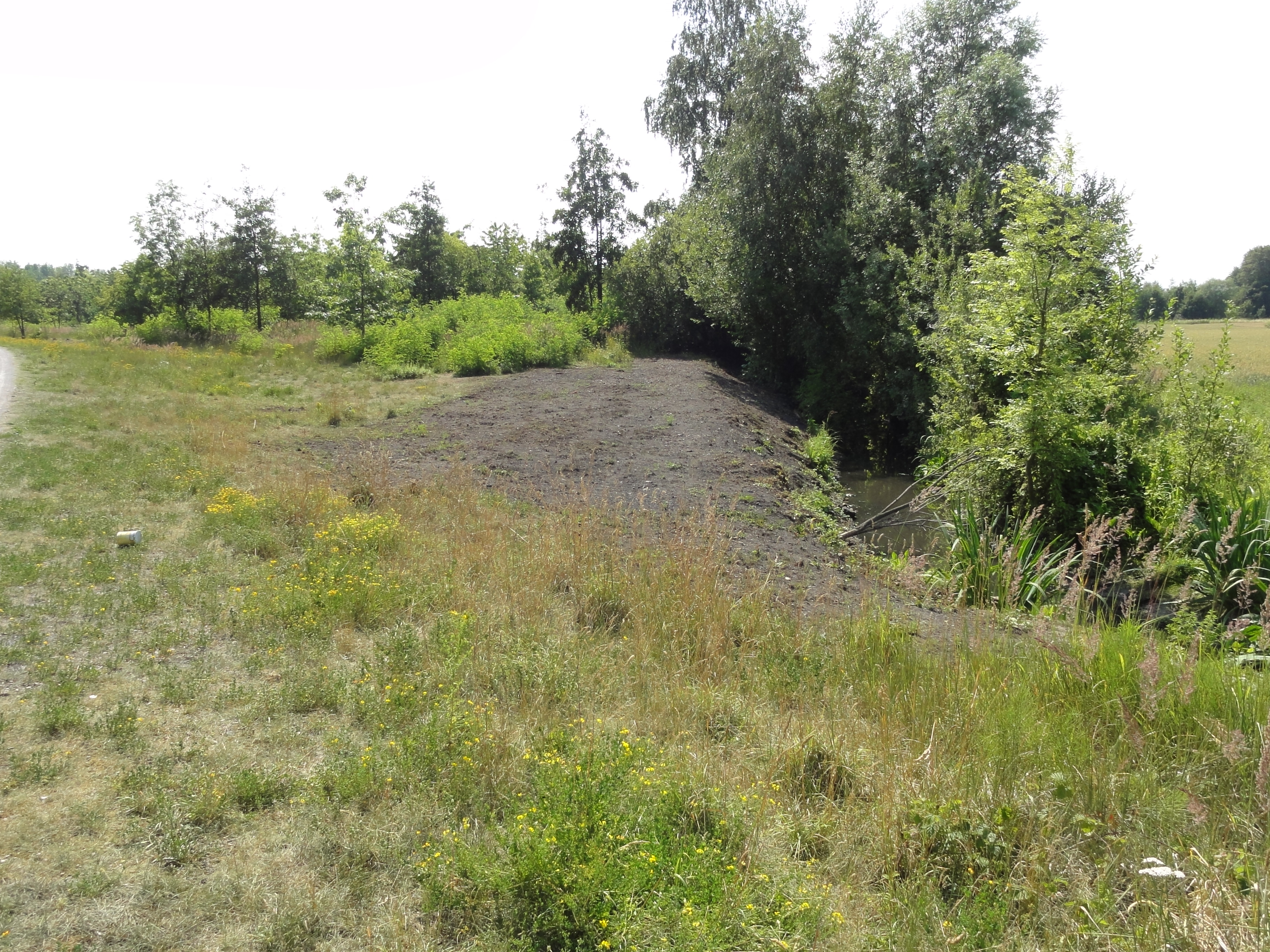
Le terril no 136A.
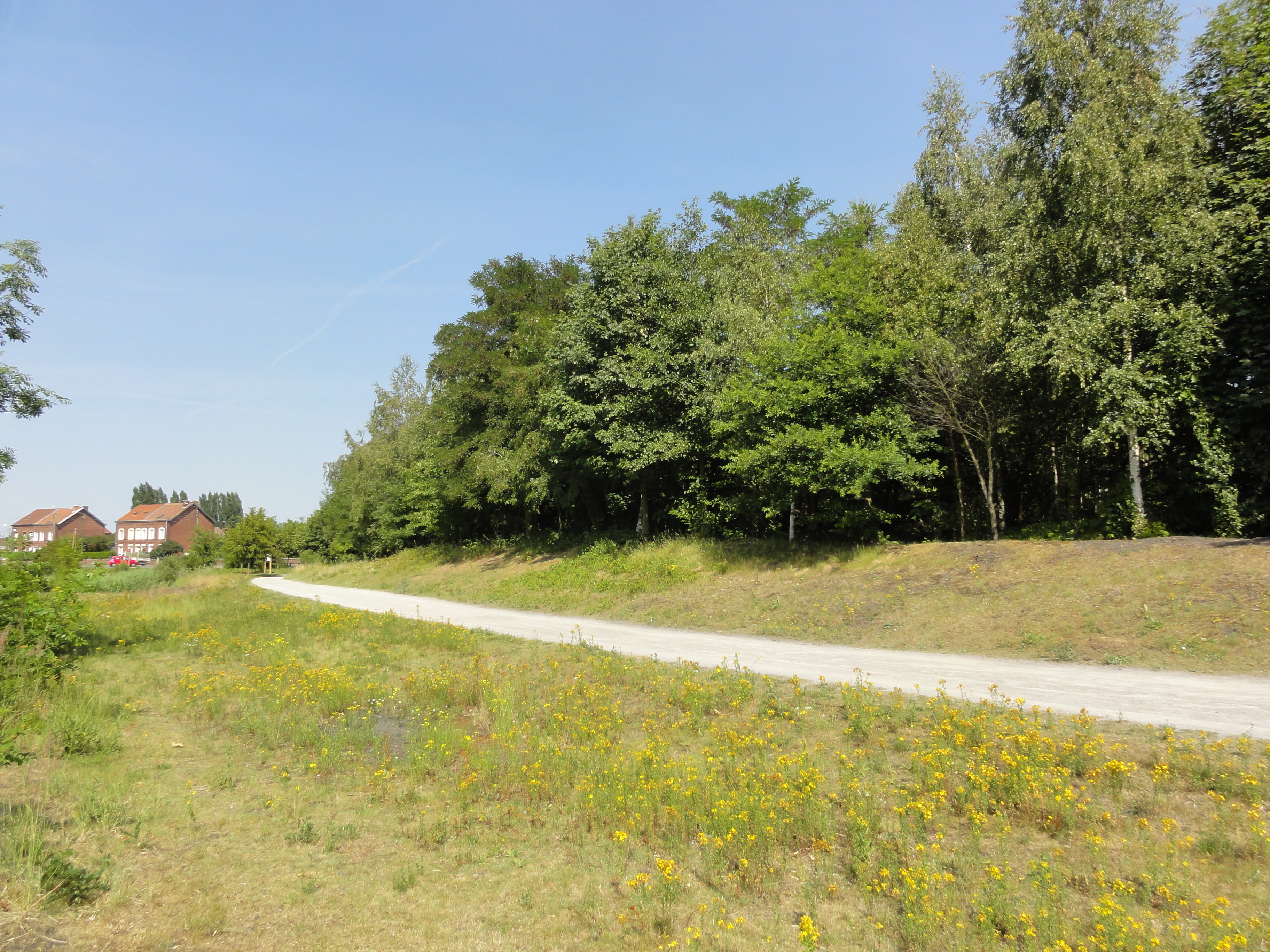
Le terril no 136A.
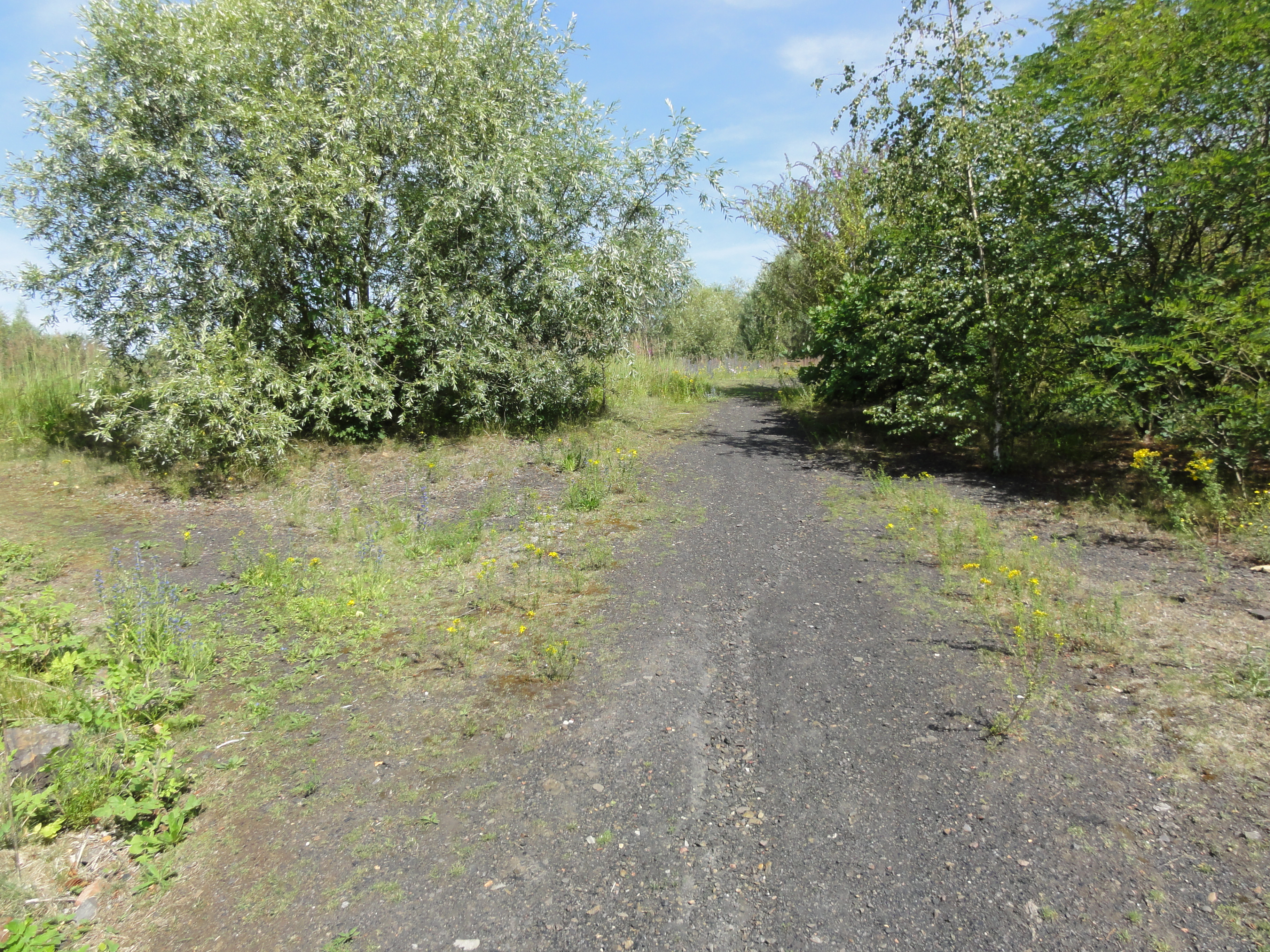
Le terril no 138.
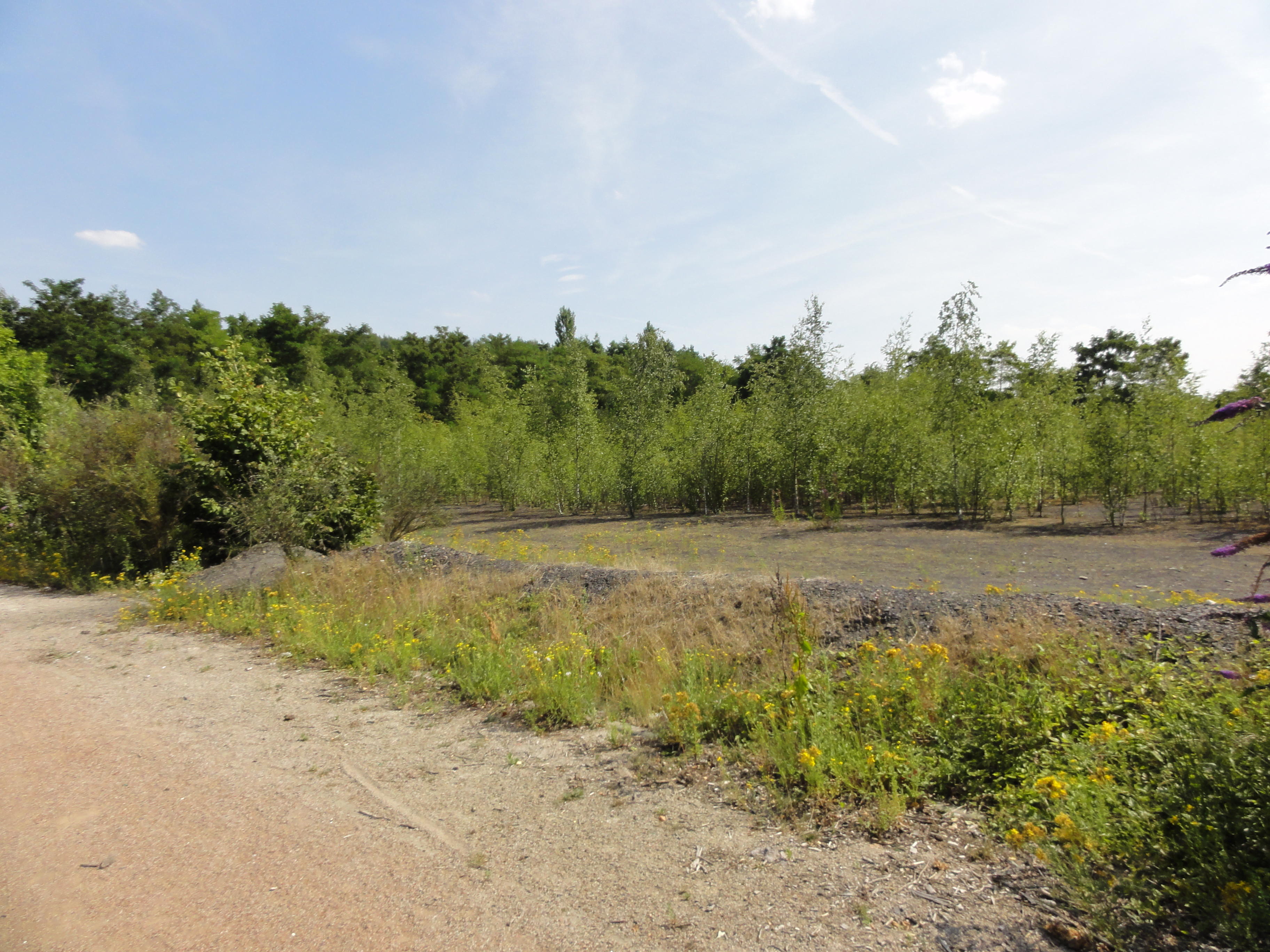
Le terril no 138.

## Les cités
Les cités de la fosse no 9 sont établies à Flers-en-Escrebieux et Roost-Warendin. Les habitations construites par la Compagnie lui sont typiques, à l'exception de quelques-unes. Après la Nationalisation, du fait que la fosse soit devenue siège de concentration, un grand nombre d'habitations a été construit. La cité moderne de la Belleforière fait partie des 353 éléments répartis sur 109 sites qui ont été classés le 30 juin 2012 au patrimoine mondial de l'Unesco. Il constitue une partie du site no 35.

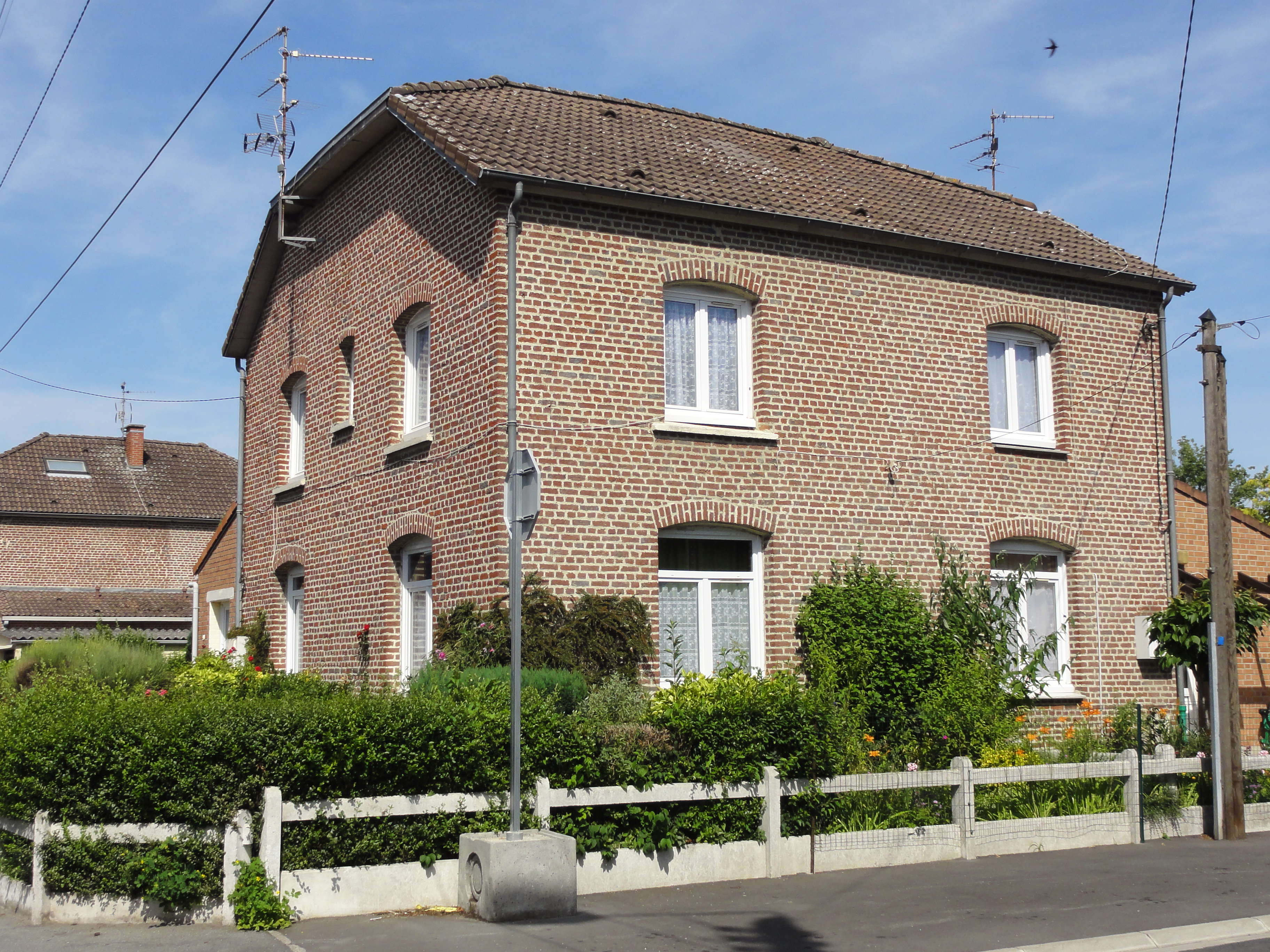
Habitation de la Compagnie.
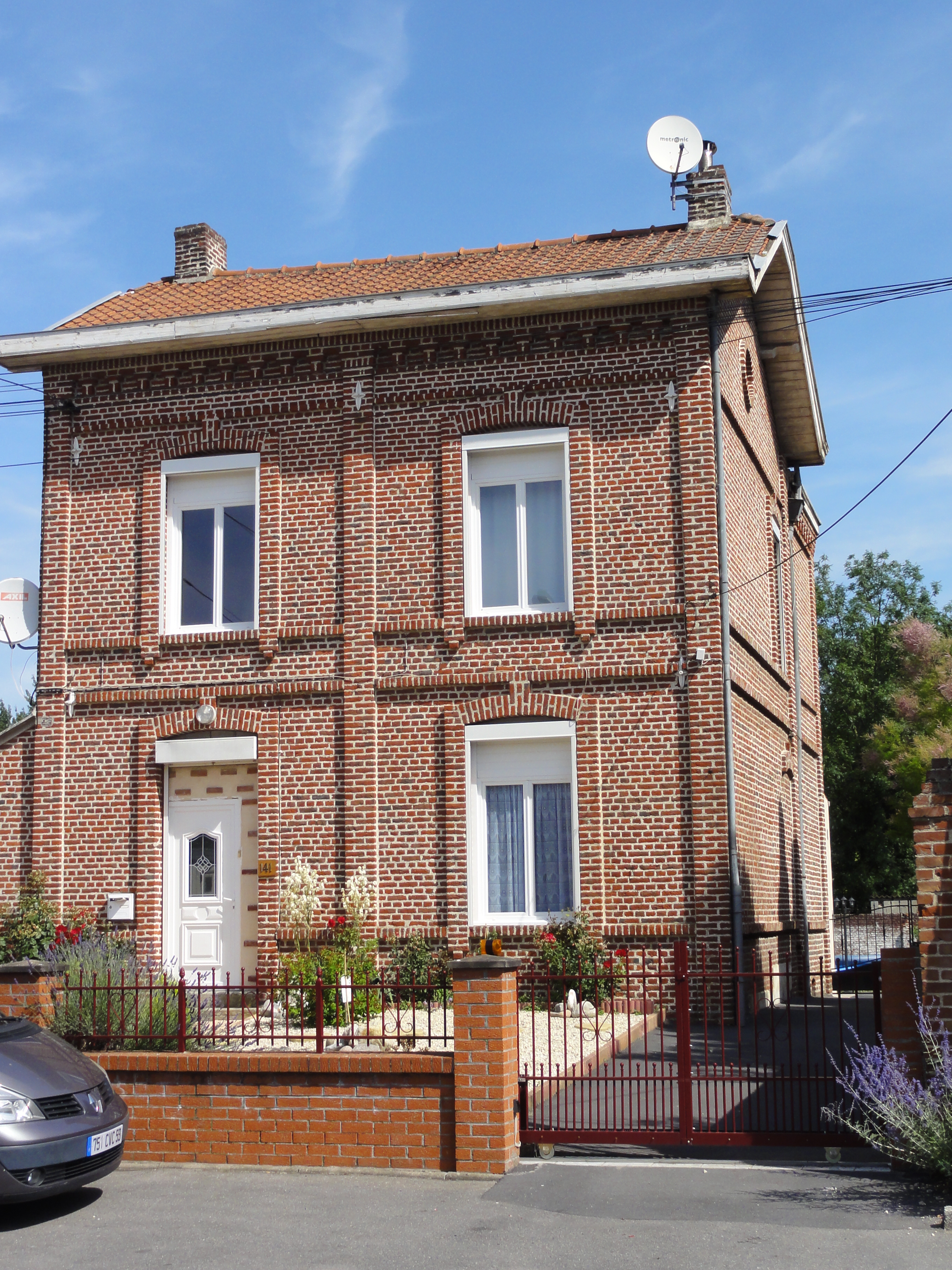
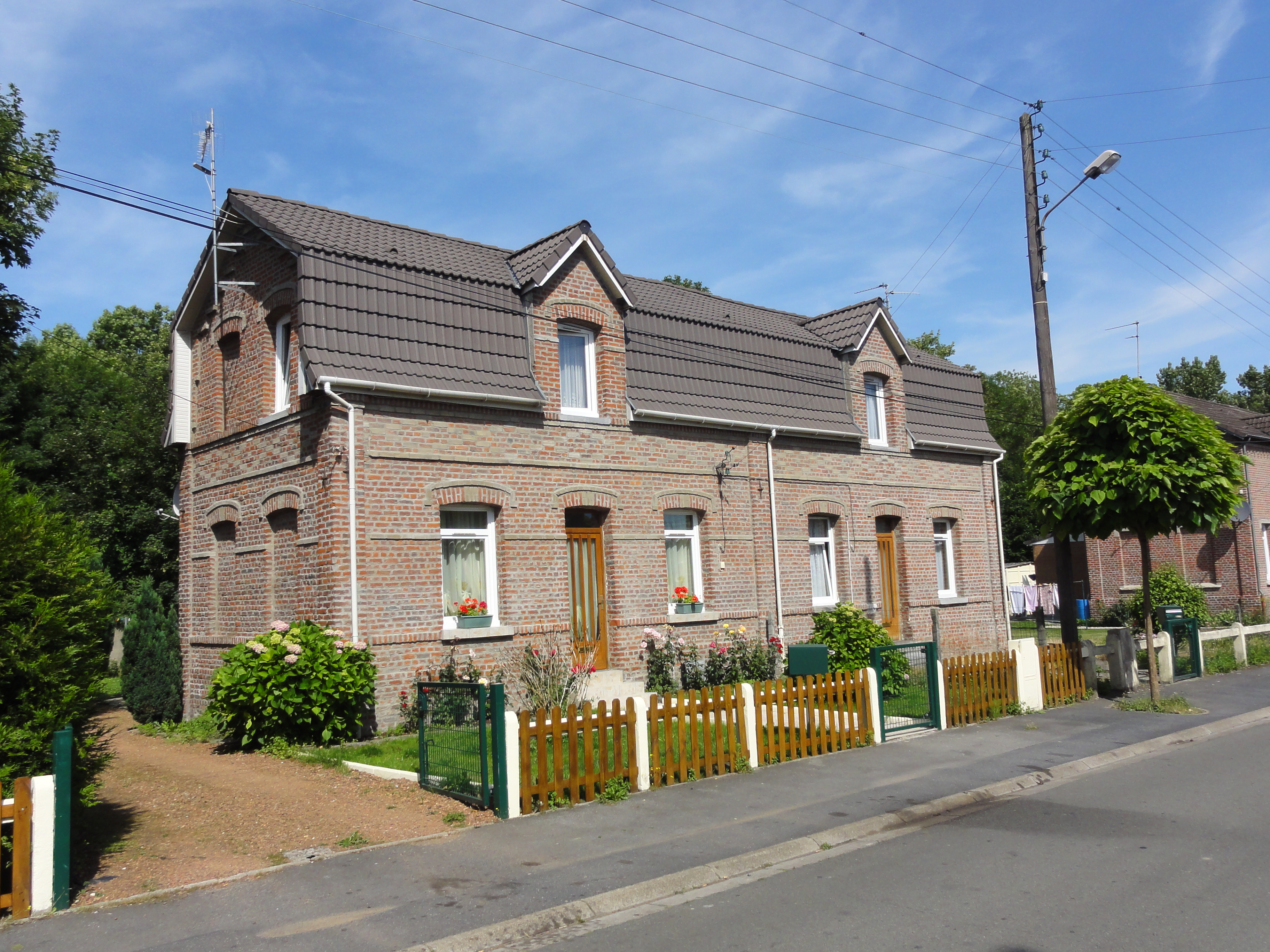
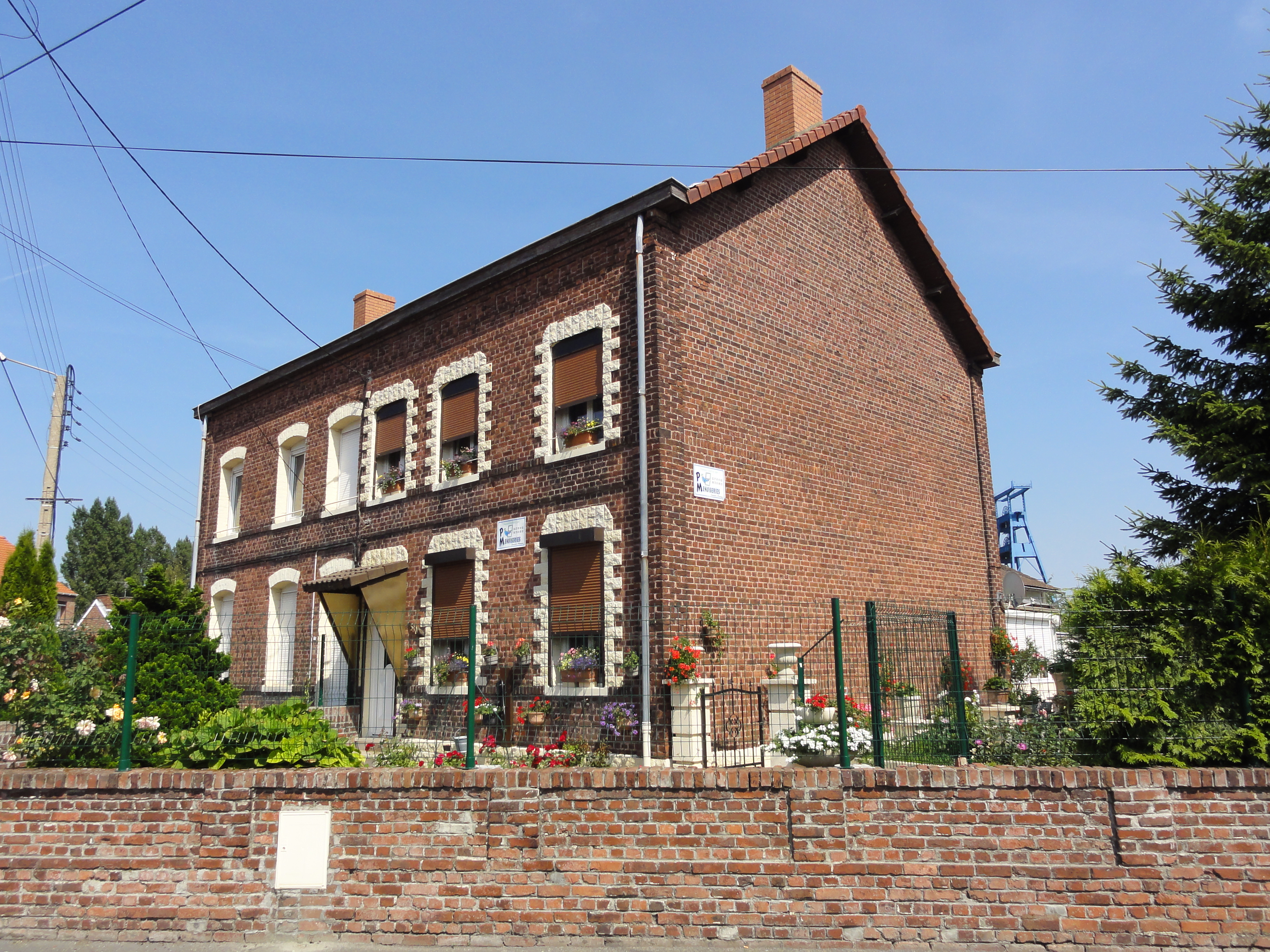
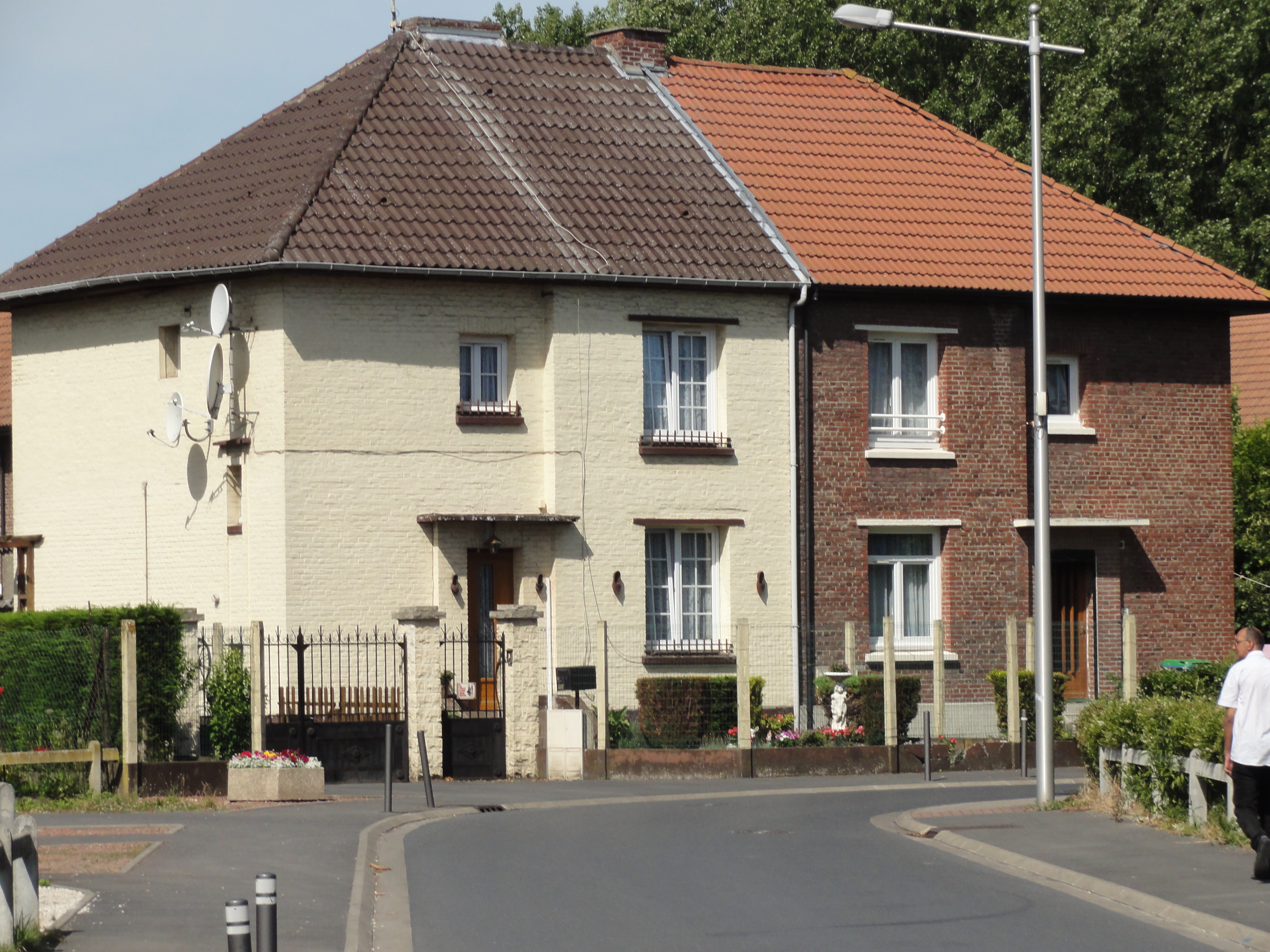
Habitations post-Nationalisation.
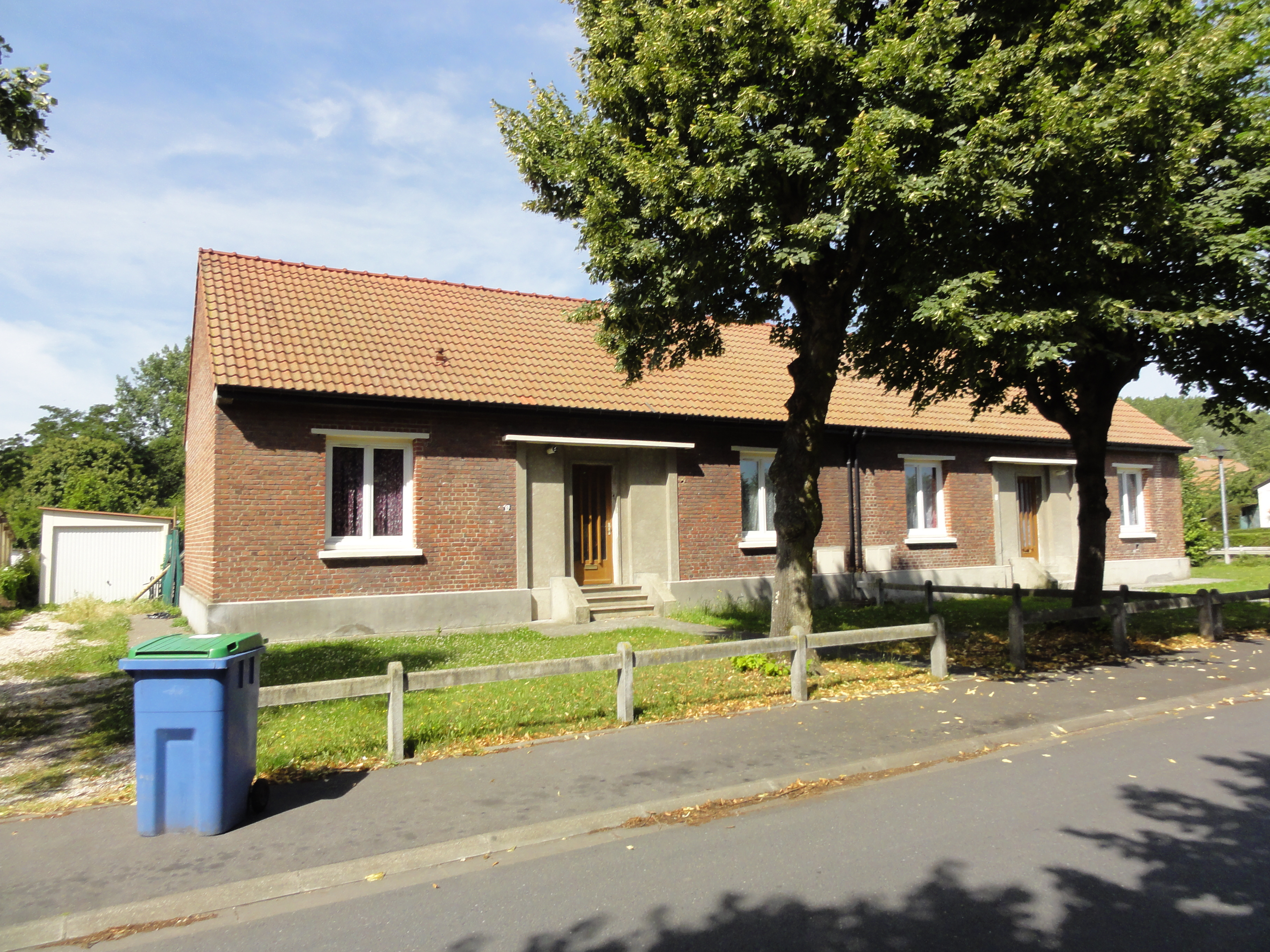

## La chapelle Sainte-Rita

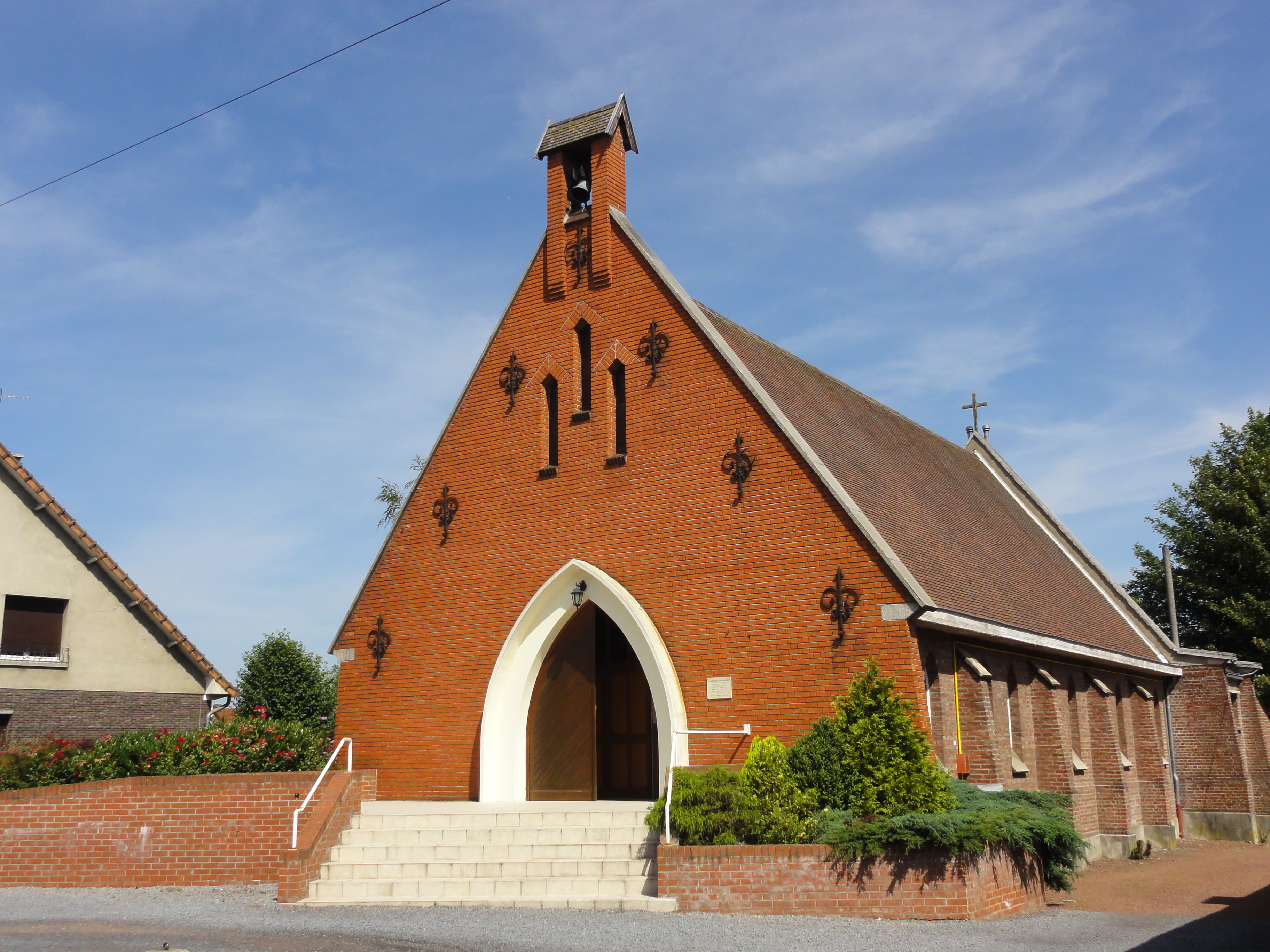
La Chapelle Sainte-Rita.

Après la Nationalisation, la chapelle Sainte-Rita a été construite dans une des cités.